# Dicker Max
Dicker Max — (Товстий Макс, повна назва — 10.5cm K18 auf Panzer-Selbsfahrlafette IVa) Прототип німецької САУ часів другої світової. Спочатку САУ розроблялась як "Винищувач бункерів" на лінії Мажино, але в результаті не була використана через падіння Франції після чого використовувалась як винищувач танків.

## Процес розробки
У 1938 році Wa Prüf 6 (німецьке артилерійське конструкторське бюро) доручило компанії Krupp розробити нову самохідну артилерійську установку великого калібру. Хоча Krupp мав великий досвід у проєктуванні танків, самохідної артилерії такого типу вони ще не створювали. Робота розпочалась у 1939 році.
Першим викликом було розміщення двигуна. Розглядали два варіанти: попереду під гарматою чи по центру корпусу. Хоча центральне розміщення давало кращу ергономіку та нижчу висоту пострілу, Wa Prüf 6 обрало переднє розташування, оскільки це зменшувало виступ корпусу на 800 мм.
Двигун V-6 на 180 к.с. було замінено на V-12 Maybach HL 120 через побоювання щодо потужності. Водночас розробники встановили дульне гальмо, що зменшило віддачу гармати. Основним озброєнням обрали гармату 10.5 cm K 18.
У серпні 1939 року, після виготовлення дерев’яного макета, вирішили зменшити ширину корпусу до розмірів танка Panzer IV і використовувати його ходову частину з 8-ми опорними колесами та листовими ресорами для зменшення ваги до 20 тонн.

Кінцеве рішення ухвалили 21 серпня 1939 року — встановити двигун Maybach HL 66 P та трансмісію від VK9.02. Замовили два дослідні зразки з реальним бронюванням та всіма компонентами. Проєктування завершилося у вересні 1939 року, а готовність машин планувалась на травень-червень 1940 року.

## Надбудова та бронезахист
Під час проєктування надбудови німецькі інженери прагнули уникати складних форм і обрали найпростішу можливу конструкцію. Основу склали прямолінійні бронеплити, з’єднані зварюванням. Це рішення дозволяло знизити виробничі витрати та прискорити виготовлення. Спереду, ліворуч від гармати, було розміщено закритий броньований відсік водія у формі прямокутної коробки. Тут встановлювався оглядовий люк Fahrersehklappe 50 товщиною 50 мм, а також додаткові прорізи для огляду і верхній люк. Під час закритого положення водій користувався бінокулярним перископом, щоб бачити через два круглі отвори над візором.
Справа від гармати була встановлена фальшива кабіна, що зовні імітувала місце водія. Це було зроблено для введення в оману ворожих стрільців і ускладнення прицільного вогню по справжньому місцю розташування екіпажу.
Лобова броня надбудови була виконана з великої монолітної плити з отвором під гармату. Бокові сторони складались із чотирьох бронеплит: дві нижні вертикальні, а дві верхні трохи скошені всередину. Верхні бокові плити до задньої частини знижувались — це рішення дозволило зменшити масу машини. Задня частина надбудови була захищена однією великою бронеплитою, у якій також розміщувались два евакуаційні люки.
Верх надбудови був переважно відкритим, що полегшувало вентиляцію бойового відділення і випуск диму після пострілу. Це також забезпечувало гарну оглядовість, знижувало масу і спрощувало виробництво. Проте таке рішення мало й мінуси — екіпаж залишався відкритим для вогню та впливу погодних умов. Невеликий захист у вигляді балістичного екрана був встановлений лише попереду біля прицілу навідника. Задня частина також мала невеликий захист для заряджаючих, щоб хоч трохи прикрити їх від ударів зверху, зокрема з боку авіації.
Щодо бронювання, то його товщина визначалася допустимою масою машини. Щоб уникнути надмірної ваги, броню зробили порівняно тонкою, а для посилення лобового захисту використовували поверхнево загартовані плити. Передня частина корпусу мала товщину 50 мм, верхня передня частина надбудови — 30 мм, а маска гармати — також 50 мм. Бокові бронеплити корпусу та надбудови були товщиною лише 20 мм, а задні — 10 мм. Верхня броня варіювалася в межах 10–20 мм.
Цікавим рішенням стало встановлення тонкої захисної броні над ящиками для боєприпасів, попри відкриту конструкцію верху. Це мало на меті хоч якось убезпечити боєзапас від ударів зверху, але ефективність цього заходу залишалась сумнівною.
Загалом, броня вважалась недостатньою за мірками 1941 року. Проте це частково компенсувалось потужною гарматою з великою дальністю ураження, що дозволяло вражати цілі з безпечної дистанції, не підставляючи машину під зустрічний вогонь.

## Головне озброєння
Головним озброєнням Dicker Max була гармата 10,5 см K18, розроблена ще наприкінці 1920-х років. Її позначення вводило в оману, аби обійти заборону на розробку нової артилерії після Першої світової війни. Конструкція об’єднувала компоненти від Krupp (лафет) і Rheinmetall (ствол), а серійне виробництво стартувало у 1933 році.
Ця гармата мала максимальну дальність стрільби понад 19 км і вагу в бойовому положенні — 5 640 кг. Її використовували як буксировану, а в разі потреби — навіть кінну, хоча для цього доводилось демонтувати ствол. Всупереч відносно великий розмір, калібр вважався малим. Проте гармата залишалась на озброєнні до кінця війни й на початкових етапах часто використовувалась у протитанковій ролі.
Для встановлення гармати на Dicker Max її адаптували: демонтували з лафета, скоротили систему віддачі, відмовилися від великого щитка. Гармата мала темп стрільби до 2 пострілів на хвилину. Через обмеження простору наведенню заважали малі кути горизонтального (16°) і вертикального (від -15° до +10°) наведення. Гармата мала ефективний приціл і стабільну бронебійність: на 500 м вона пробивала до 155 мм броні.
Боєкомплект складався з 26 пострілів роздільного заряджання, що зручно зберігались у бойовому відділенні. Для стрільби по бронетехніці використовувався приціл Selbstfahrlafetten-Zielfernrohr, а для непрямого вогню — Rundblickfernrohr 34. Максимальна дальність прямого вогню — 3 км.
| Бронепробиття | Відстань |
| ------------- | -------- |
| 173 мм        | 100 м    |
| 155 мм        | 500 м    |
| 138 мм        | 1000 м   |
| 124 мм        | 1500 м   |
| 111 мм        | 2000 м   |

## Виробництво
Під час виробництва, 11 жовтня 1939 року, компанія Wa Prüf 6 знову зустрілася з Круппом. Вони повідомили Круппу, що трансмісія VK9.02 не буде встановлена, а замість неї слід використовувати звичайну трансмісію SSG 46. Однак це значно знизило швидкість до 25 км/год, оскільки передавальне число становило лише 1:8 при потужності 188 к.с.
Під час виробничого звіту у квітні 1940 року компанія Krupp заявила, що вони працюють над наступним поколінням САУ, яке буде містити "10 cm K. Pz.Sfl.IVa". Дата завершення робіт була перенесена на серпень 1940 року, оскільки потреба в такій САУ зменшилась після вторгнення у Францію, оскільки німці атакували навколо потужних укріплень лінії Мажино. Однак, Крупп завершив будівництво обох САУ лише в січні 1941 року. Під час демонстрації Гітлеру 31 березня 1941 року було вирішено, що серійне виробництво може розпочатися навесні 1942 року. Однак це так і не було реалізовано, і лише два екземпляри були вироблені.

## Служба
Двоє Dicker Max було відправлено до Panzerjäger Abteilung 521 (Протитанковий батальйон 521) де використовувались Panzerjäger I та "старший брат" Panzerselbstfahrlafette für 12,8 cm Kanone 40. Машини брали участь в операції «Барбаросса» та в Сталінградській битві де був знищений останній екземпляр. підрозділ спочатку входив до складу XXIV. армійського корпусу, а потім у вересні 1941 року перейшов під командування 3-ї танкової дивізії. Пізніше її було включено до складу XVII. армійського корпусу. Знищений був у складі 6-армії.

## Операція «Барбаросса»
Наведені нижче звіти походять від 521-го батальйону винищувачів танків (Panzerjäger Abteilung 521), який брав участь у вторгненні до Радянського Союзу 22 червня 1941 року. Перший оперативний звіт датується 24 червня 1941 року. Взвод діяв у авангарді під час боїв на схід від Кобрина, де вів вогонь осколково-фугасними снарядами по піхотних позиціях. Увечері взвод підтримував атаку мотопіхоти, що переправлялася через річку. Самохідні артилерійські установки (САУ) обстрілювали відкриті артилерійські позиції на відстані 1 100–1 700 м і успішно їх знешкодили.
Під час наступу на Слуцьк 26 червня 1941 року стався нещасний випадок, що призвів до знищення однієї з самохідних гармат. Хоча точна причина не була остаточно встановлена, вважається, що інтенсивне тепло від двигуна, разом із надзвичайно високими температурами того дня, спричинили накопичення тепла. У цьому відсіку зберігалася невелика кількість осколково-фугасних снарядів, які, ймовірно, зайнялися в результаті.
На щастя, члени екіпажу швидко відреагували, коли помітили невеликий спалах, що дозволило їм оперативно залишити машину. Усі п'ятеро членів екіпажу спостерігали, як САУ продовжувала рухатися на коротку відстань, перш ніж зупинитися. Однак незабаром полум'я поширилося і досягло основного сховища боєприпасів, спричинивши катастрофічну пожежу. В результаті машина була повністю знищена і залишена на узбіччі дороги. Дивовижно, але, незважаючи на втрату машини, повідомлялося, що гармата САУ залишилася неушкодженою і все ще придатною для використання.
30 червня 1941 року остання збережена самохідна гармата зіткнулася з радянським бронепоїздом, але не змогла зупинити його втечу в безпечне місце. САУ зіткнулася з внутрішньою проблемою одного з її компонентів, зокрема зламаним болтом у механізмі гальм керування. Ця несправність значно ускладнила здатність гармати точно націлюватися на ціль. В результаті команда втратила приблизно 5 хвилин критично важливого часу, протягом якого бронепоїзд встиг уникнути захоплення і знайти безпечне місце.
20 серпня 1941 року самохідна гармата опинилася в ситуації, коли довелося обстрілювати ворожу колону з значної відстані понад 4 000 м. Це було зумовлено відсутністю ближчої вогневої позиції, яка б забезпечила безпеку САУ. Коли ворожі танки відкрили вогонь, їхні далекобійні постріли та безперервний рух колони ускладнювали їхню здатність точно прицілюватися, що забезпечувало відносну безпеку для САУ.
Для обстрілу колони САУ використовувала осколково-фугасні снаряди з уповільненими детонаторами, встановленими на максимальну дальність 2 400 м. Хоча екіпаж спочатку оцінив відстань у 3 000 м замість фактичних 4 000 м, вони майстерно націлювали колону добре розташованими влученнями та кількома пристрілювальними пострілами. Дотримуючись німецького протоколу підготовки танкових екіпажів щодо знищення колон, навідник прицілився у перший танк у колоні, використовуючи заздалегідь заряджений осколково-фугасний снаряд. Хоча прямого влучення не було досягнуто, подальше спостереження виявило пошкодження гусениць танка.
Продовжуючи обстріл, САУ випустила ще три снаряди звичайних бронебійних боєприпасів по тому ж танку. Однак жоден з пострілів не влучив у ціль, оскільки навідник змушений був покладатися на метод проб і помилок для коригування підвищення гармати понад ефективну дальність 2 400 м. Пізніше було встановлено, що екіпаж ворожого танка, ідентифікованого як КВ-1, свідомо знищив власний танк і зумів втекти.
Окрім знищення першого танка в колоні, подібна доля спіткала ще два танки, ймовірно, Т-34/76 1941 року випуску. Снаряди, випущені з САУ, пошкодили підвіску цих танків, що зробило їх нерухомими. Згодом екіпаж кожного танка прийняв рішення підпалити свої машини, фактично знищивши їх.
Під час оборонного бою 29 та 30 серпня 1941 року батальйон зіткнувся з радянськими танками. 29-го числа навідник і командир САУ провели розвідку місцевості, щоб визначити відповідні оборонні позиції і краще зрозуміти відстань до конкретних точок, що полегшило б процес прицілювання. Повернувшись до танка, радянський Т-34 наблизився до їхньої позиції, не знаючи про присутність САУ. Скориставшись цією перевагою, екіпаж успішно знищив танк з близької відстані 100 м. Згодом вони підбили другий Т-34 на відстані приблизно 1000 м, зумівши знерухомити його. Однак радянські війська повернули підбитий танк під покровом темряви пізніше тієї ж ночі.
30 серпня 1941 року САУ зіткнулася з танком Т-34 і двома легкими танками Т-26, що знаходилися на відстані приблизно 1200 м від неї. Однак, САУ не змогла просунутися ближче через наявність радянських протитанкових позицій в цьому районі. Незважаючи на складні обставини, САУ успішно знерухомила танк Т-34, але не змогла підбити танки Т-26, яким вдалося сховатися в найближчому лісі.
На жаль, на цьому доступні записи про Dicker Max закінчуються. Наприкінці 1941 року єдину вцілілу машину було відкликано з фронту.

## Сталінградська битва
Після виведення з фронту САУ пройшов тривалий ремонт і технічне обслуговування на заводі Krupp. Машина потребувала значного ремонту і була перефарбована, що призвело до втрати маркувальних знаків. У цей час Крупп запропонував використовувати нове шасі від Panzer IV, але армійське конструкторське бюро відхилило цю пропозицію, заявивши, що існуючої підвіски буде достатньо.
Навесні 1942 року САУ повернули на фронт, знову приписавши до Panzerjäger Abteilung (Sfl.) 521, яка пережила невдалу атаку на Москву взимку 1941 року. Разом з двома подібними машинами, відомими як Panzerselbstfahrlafette für 12,8 cm Kanone 40, SPG повинна була стати боєздатною до 1 червня 1942 року. Згодом вона брала участь в таких операціях, як "Кейс Блю" і штурм Сталінграда, з метою захоплення нафтових родовищ під Сталінградом. У цей період, з весни по жовтень 1942 року, документальних свідчень про САУ небагато, що дозволяє припустити, що армійське конструкторське бюро було менш зацікавлене в його характеристиках. Цілком ймовірно, що машина розглядалася скоріше як резервна машина для заповнення прогалин у техніці Вермахту, ніж як об'єкт для подальших випробувань або розробки. На той час армійське конструкторське бюро, ймовірно, накопичило достатньо знань і досвіду з попередніх операцій, що зменшило потребу в детальному документуванні діяльності САУ в цей період.
САУ був ліквідований у жовтні 1942 року, про що свідчить відсутність будь-яких згадок про цю машину в інвентаризаційних звітах за листопад і грудень того ж року. Остання відома фотографія танка була зроблена в грудні 1942 року радянськими солдатами. На фото машина має свій оригінальний темно-сірий колір з плямами піщано-жовтого кольору, нанесеними поверх нього. Крім того, танк був пофарбований у білий колір, в результаті чого з'явився цікавий камуфляжний візерунок. Такий тип камуфляжу був поширений на машинах, що вступали в бій влітку 1942 року. САУ мав загалом 18 кілець ураження та невеликий танковий символ, намальований на стволі, що нагадував маркування, додане екіпажем у 1941 році.